# Barkan
Barkan (arab. ‏بركان‎; fr. Berkane) – miasto w północno-wschodnim Maroku, w Regionie Wschodnim, siedziba administracyjna prowincji. W 2014 roku liczyło ok. 109 tys. mieszkańców. 
W mieście działa klub piłkarski Renaissance Berkane.

## Współpraca
Miejscowość partnerska:
- Saint-Gilles, Belgia